# 萧敌烈 (旗鼓拽剌详稳)
蕭敵烈，辽朝后期契丹族将领。
蕭敵烈是萧孝穆之后裔，萧胡覩之族弟。辽道宗时，担任北剋（契丹掌管兵马的一种官职）。因萧胡覩向道宗举荐，被任命为旗鼓拽刺详稳（将军）。